# Augochlora leprieuri
Augochlora leprieuri is een vliesvleugelig insect uit de familie Halictidae. De wetenschappelijke naam van de soort is voor het eerst geldig gepubliceerd in 1841 door Spinola.